# Coptic
Coptic è un blocco Unicode. È costituito dai 123 caratteri compresi nell'intervallo U+2C80-U+2CFF.
Introdotto nella versione 4.1 di Unicode, comprende i simboli dell'alfabeto copto.

## Tabella compatta di caratteri

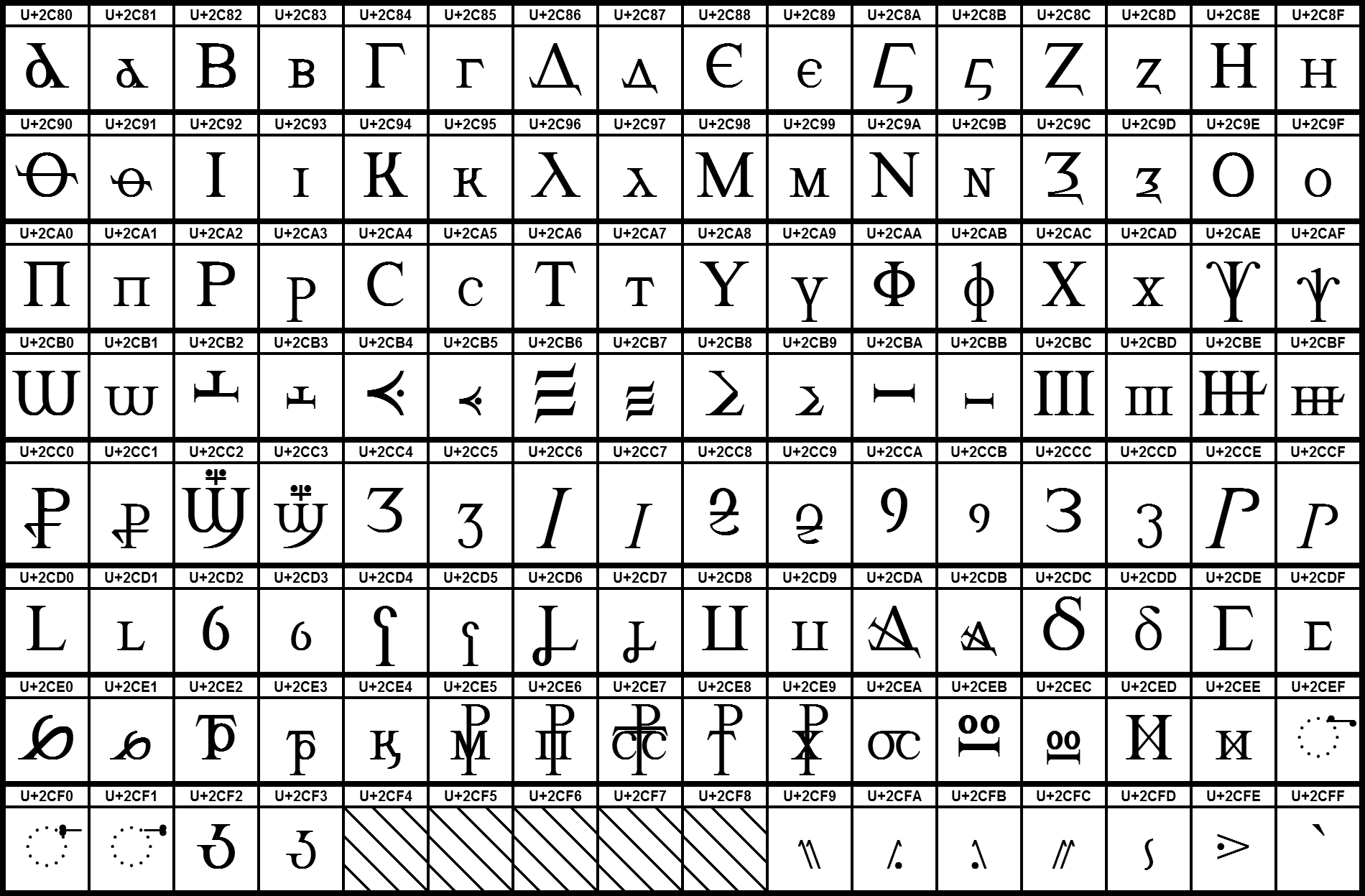
Coptic

|     | 0 | 1 | 2 | 3 | 4 | 5 | 6 | 7 | 8 | 9 | A | B | C | D | E | F |
| --- | - | - | - | - | - | - | - | - | - | - | - | - | - | - | - | - |
| 2C8 | Ⲁ | ⲁ | Ⲃ | ⲃ | Ⲅ | ⲅ | Ⲇ | ⲇ | Ⲉ | ⲉ | Ⲋ | ⲋ | Ⲍ | ⲍ | Ⲏ | ⲏ |
| 2C9 | Ⲑ | ⲑ | Ⲓ | ⲓ | Ⲕ | ⲕ | Ⲗ | ⲗ | Ⲙ | ⲙ | Ⲛ | ⲛ | Ⲝ | ⲝ | Ⲟ | ⲟ |
| 2CA | Ⲡ | ⲡ | Ⲣ | ⲣ | Ⲥ | ⲥ | Ⲧ | ⲧ | Ⲩ | ⲩ | Ⲫ | ⲫ | Ⲭ | ⲭ | Ⲯ | ⲯ |
| 2CB | Ⲱ | ⲱ | Ⲳ | ⲳ | Ⲵ | ⲵ | Ⲷ | ⲷ | Ⲹ | ⲹ | Ⲻ | ⲻ | Ⲽ | ⲽ | Ⲿ | ⲿ |
| 2CC | Ⳁ | ⳁ | Ⳃ | ⳃ | Ⳅ | ⳅ | Ⳇ | ⳇ | Ⳉ | ⳉ | Ⳋ | ⳋ | Ⳍ | ⳍ | Ⳏ | ⳏ |
| 2CD | Ⳑ | ⳑ | Ⳓ | ⳓ | Ⳕ | ⳕ | Ⳗ | ⳗ | Ⳙ | ⳙ | Ⳛ | ⳛ | Ⳝ | ⳝ | Ⳟ | ⳟ |
| 2CE | Ⳡ | ⳡ | Ⳣ | ⳣ | ⳤ | ⳥ | ⳦ | ⳧ | ⳨ | ⳩ | ⳪ | Ⳬ | ⳬ | Ⳮ | ⳮ | ⳯  |
| 2CF | ⳰  | ⳱  | Ⳳ | ⳳ | ⳴ | ⳵ | ⳶ | ⳷ | ⳸ | ⳹ | ⳺ | ⳻ | ⳼ | ⳽ | ⳾ | ⳿ |